# کیم سو-هوی (تکواندوکار)
کیم سو-هوی (انگلیسی: Kim So-hui؛ زادهٔ ۲۹ ژانویه ۱۹۹۴) تکواندوکار اهل کره جنوبی است.
وی در مسابقات کشوری و بین‌المللی در مجموع برندهٔ ۴ مدال طلا، ۱ مدال برنز شده‌است.